# Adhemar Pimenta
Adhemar Pimenta (12 d'abril de 1896 - 26 d'agost de 1970) fou un entrenador brasiler.

## Selecció del Brasil
Va formar part de l'equip brasiler a la Copa del Món de 1938 com a entrenador.